# Stadion przy ulicy Ejsmonda w Gdyni
Stadion przy ul. Ejsmonda 1 – dawny stadion piłkarski w Gdyni, w granicach dzielnicy Wzgórze Św. Maksymiliana. Na obiekcie mecze rozgrywała m.in. Arka Gdynia.

## Historia

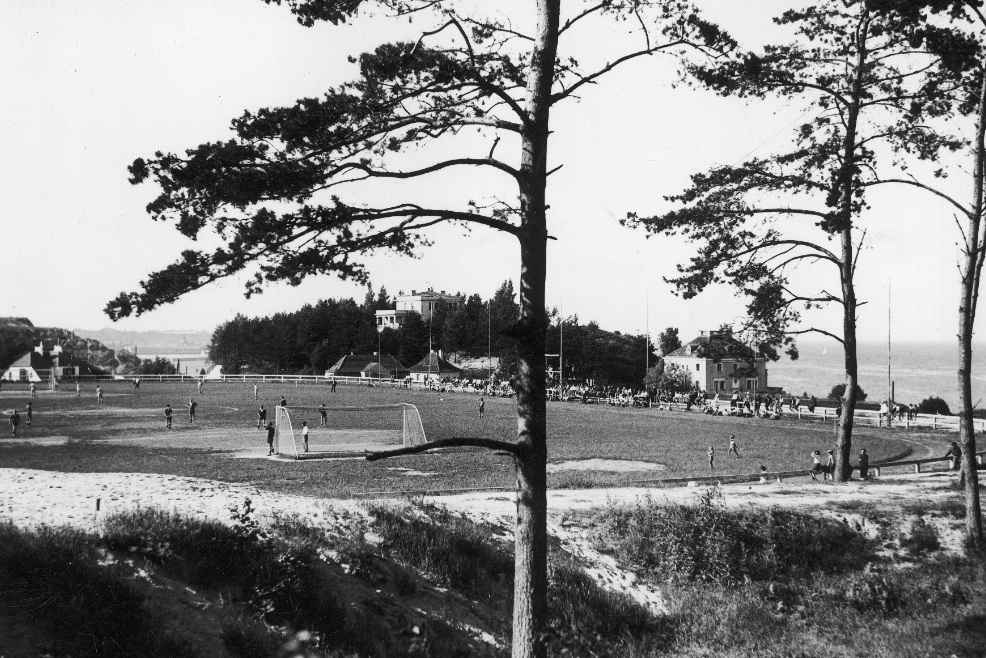
Stadion, lata 30.

Budowa stadionu rozpoczęła się w 1930 roku, a jego otwarcie nastąpiło 10 lipca 1932 roku. Oprócz stadionu o wymiarach 110 m × 70 m, zbudowano także pięciotorową bieżnię o długości 400 m, trybuny mogące pomieścić 2150 widzów oraz 7 kortów do gry w tenisa. Z okazji otwarcia i poświęcenia stadionu w 1932 roku odbył się zlot Sokolstwa Polskiego, w którym wzięło udział 3 tysiące osób, w tym z towarzystw gimnastycznych z Czechosłowacji i Jugosławii.
W późniejszym czasie właścicielem stadionu był klub sportowy Arka Gdynia, który rozgrywał na stadionie mecze piłki nożnej. Najwyższą frekwencję notowano w drugiej połowie lat 70. XX wieku. W rekordowym pod tym względem sezonie 1976/1977 średnią liczbę widzów na meczu ligowym szacowano na 18,6 tysiąca, a na niektórych meczach miała ona przekraczać 20 tysięcy.
W 1993 roku z powodu zadłużenia stadion został oddany Miastu Gdynia. W kolejnych latach klub użytkował obiekt na zasadzie dzierżawy. W 2000 roku w wyniku ogłoszonego przetargu miasto wydzierżawiło teren Klubowi Tenisowemu Arka Gdynia. Ostatni mecz na stadionie Arka Gdynia rozegrała 10 czerwca 2000 z Dolcanem Ząbki. Następnie na terenie stadionu powstały korty tenisowe.
11 marca 2012 roku odbyło się pierwsze spotkanie pokoleń kibiców Arki Gdynia na tzw. Górce.

## Galeria

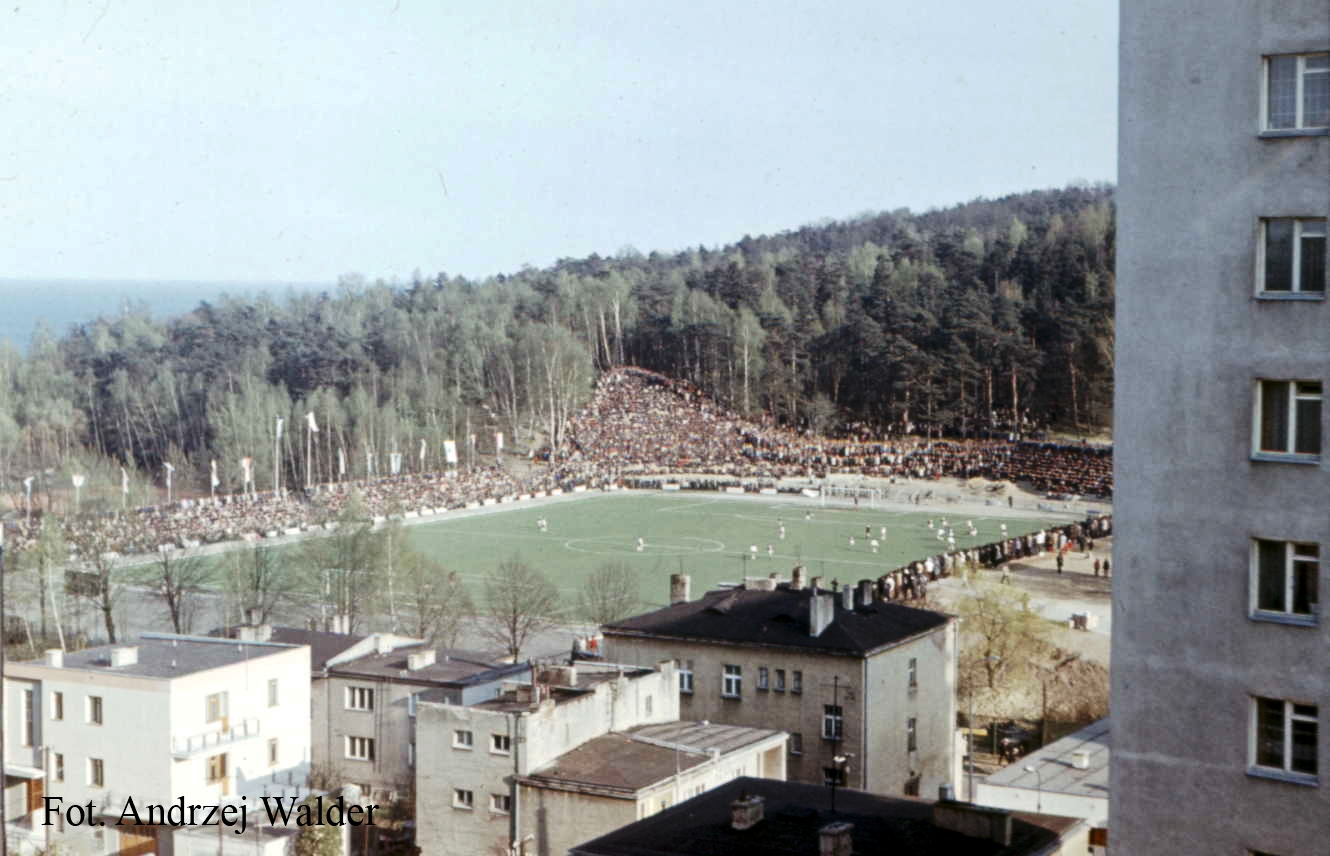
Stadion w 1974 roku
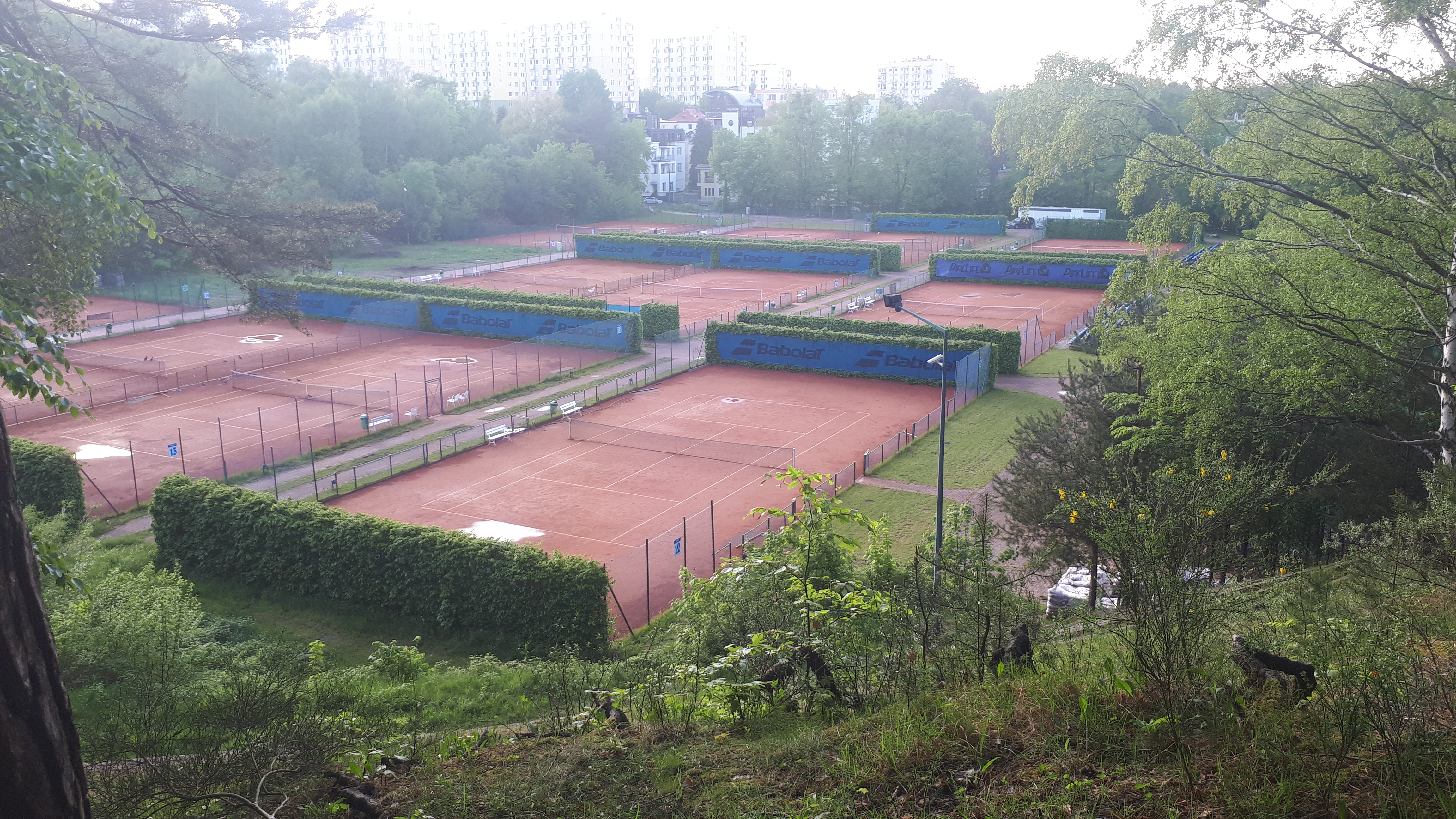
Korty tenisowe